# Prima Esposizione Internazionale d’Arte Decorativa Moderna

Ausstellungsplakat 1902, Plakatentwurf von Leonardo Bistolfi

Die Prima Esposizione Internazionale d’Arte Decorativa Moderna (deutsch „Erste Internationale Ausstellung für moderne dekorative Kunst“; englisch „First International Exposition of Modern Decorative Art“) war eine Weltausstellung für angewandte Kunst und fand vom 10. Mai bis 10. November 1902 in Turin, Italien statt.
Die Weltkunstgewerbeausstellung wurde ausdrücklich modern ausgerichtet. Sie war wichtig für die weitere Verbreitung des Jugendstils in Italien (italienisch „Stile Floreale“, auch englisch „Stile Liberty“). Beteiligte Länder waren: Deutschland, Italien, Ungarn, Österreich, Schweiz, England, Belgien, die Niederlande, Japan und die USA.
In der 150-jährigen Geschichte der Weltausstellungen zeichnet die Turiner aus, dass sie nicht der modernen reinen Funktionalität der Ausstellungsarchitektur folgt, sondern einem Kunststil, der Art Nouveau. Sie ist die einzige Weltausstellung, die ausschließlich einem Kunststil gewidmet ist, und markiert den Höhepunkt des Jugendstils.

## Konzeption
Als kultur- und kunstgeschichtliche Antwort auf die Weltausstellung Paris 1900 setzte Turin in Architektur und Ausstellungskonzeption die Ausstellungen der Münchner Secession (1893 und 1897), Ein Dokument deutscher Kunst in Darmstadt, 1901 und der zeitgleichen 14. Ausstellung der Wiener Secession 1902 als Ausstellung als Gesamtkunstwerk fort.
Für das Konzept und die Leitung waren Ernesto Balbo Bertone di Sambuy, Leonardo Bistolfi, Giovanni Antonio Reycend und Enrico Thovez verantwortlich. Veranstaltungsort war, wie bei den internationalen Ausstellungen von 1884, 1898 und 1911, der Turiner Valentino-Park, auf dem die Ausstellungsgebäude neu errichtet wurden.

## Architektur
Den Architekturwettbewerb für den Neubau der Ausstellungsgebäude gewann 1901 der international angesehene italienische Architekt Raimondo D’Aronco (1857–1932). Weitere beteiligte Architekten waren Annibale Rigotti und Giovanni Vacchetta, die Bauausführung leitete Enrico Bonelli. Durch Anmeldung weiterer Länder zu der Ausstellung und einen höheren Bedarf an Ausstellungsfläche mussten die Pläne bis zur Eröffnung immer wieder geändert werden. Das Bauvorhaben ist architekturhistorisch dokumentiert.
Das wichtigste Element des im für D’Aronco typischen neobarocken Jugendstil errichteten Hauptgebäudes der internationalen Kunstgewerbeausstellung ist die zentrale Rotunde (Rotonda d’onore), die eine Beeinflussung durch die Kuppel der Hagia Sophia in Istanbul erkennen lässt. Neben themenbezogenen Pavillons (Fotografie, Film, Automobil, Schöne Künste) schließen sich an das Hauptgebäude radial die Ausstellungsgalerien für Deutschland und Italien an. Sie nehmen in der Ausstellungskonzeption den 1907 errichteten ersten Pavillon der Biennale von Venedig vorweg.

## Künstler und Werke
Die Weltausstellung verhalf vielen Künstlern zum Durchbruch, u. a. brachte sie dem Schmiedekünstler Alessandro Mazzucotelli die öffentliche Anerkennung, die seinen Ruhm und Erfolg begründete. Weitere italienische Künstler mit großem Erfolg waren der Designer Carlo Bugatti, sowie die Möbeldesigner Vittorio Valabrega und Agostino Lauro.
Von deutschen Künstlern sind neben anderen der Bildhauer Wilhelm Krieger und als Vertreter der Darmstädter Künstlerkolonie der Jugendstilkünstler Peter Behrens zu nennen.
Der österreichische Maler und Grafiker Carl Otto Czeschka wurde mit einer Goldmedaille ausgezeichnet.

## Die Pavillons

### Pavillon der Fotografie
Eine Sonderstellung nahm die „Internationale Ausstellung der Kunstfotografie“ (Esposizione Internazionale di Fotografia Artistica Torino 1902) ein, die im Pavillon der Fotografie, dem Padiglione di Fotografia, stattfand. Das Gebäude hatte eine flache rechteckige Form, der Eingangsbereich hatte dagegen wiederum jugendstilhafte Züge durch den fast runden Eingang, der ein Kamera-Auge symbolisiert. Die Eingangsüberschrift lautete „Fotografia Artistica“.
Fotografie als eigene Kunstform zu etablieren war im Besonderen das Anliegen der US-amerikanischen Fotografen der Photo-Secession um Alfred Stieglitz, die zu der Zeit den Piktorialismus vertraten. Die von ihm eingesandten Arbeiten der Photo-Secession mit den Künstlern Prescott Adamson, Robert Demachy, Frank Eugene, Gertrude Käsebier, Joseph Turner Keiley, Robert S. Redfield, Alfred Stieglitz, Edward Steichen und Clarence Hudson White erhielten den einzigen von König Viktor Emanuel III. von Italien selbst verliehenen Grand-Prix und machten die US-amerikanischen Tendenzen einem breiteren europäischen Publikum bekannt, besonders durch die 1903 folgende Gründung der Zeitschrift Camera Work.
Als deutsche Kunstfotografen waren Rudolf Dührkoop, Franz Grainer (mit einem Porträt von Franz von Lenbach) und Nicola Perscheid an der Ausstellung beteiligt.
Ein zweiter Bereich gliederte sich um den piemonteser Vittorio Sella, der das Genre der Bergfotografie vorstellte.

## Folgeausstellungen

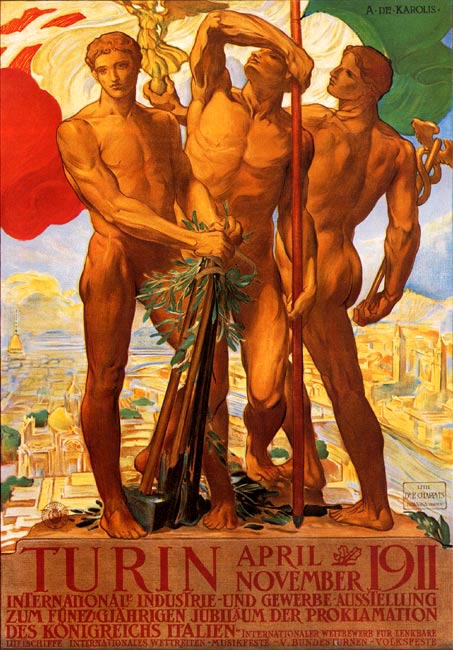
Ausstellungsplakat 1911, Plakatentwurf von Adolfo de Carolis (1874–1928)

Im Jahr 1911 wurde zur Feier des 50. Jahrestags der Gründung des Königreichs Italien eine Reihe von Ausstellungen in Turin, Rom und Florenz veranstaltet. In Rom fand eine internationale Ausstellung zeitgenössischer Kunst statt und in Florenz wurde eine Ausstellung italienischer Porträtkunst vom späten 16. Jahrhundert bis 1861 gezeigt. Die Weltausstellung 1911 in Turin (Esposizione internazionale dell'Industria e del Lavoro) war dem Thema Wirtschaft und Arbeit gewidmet.
Die erste internationale Turiner Kunstgewerbeausstellung wurde selbst zur 90-jährigen Wiederkehr Gegenstand von Ausstellungen. Die Galleria civica d’Arte Moderna e contemporanea veranstaltete in der Palazzina delle Belle Arti bis 22. Januar 1995 eine Ausstellung unter dem Namen Torino 1902. Hierzu erschien ein umfangreiches Standardwerk zur Ausstellung (hier zitiert als: Bossaglia 1994). 1995 folgte unter gleichem Namen Torino 1902 in kleinerem Umfang eine Ausstellung im Museum für Angewandte Kunst in Gera.
Für das Jahr 1914 war bereits in Paris eine weitere internationale Kunstgewerbeausstellung konzipiert, die jedoch wegen des Ersten Weltkriegs erst 1925 unter dem Namen Exposition internationale des Arts Décoratifs et industriels modernes stattfinden konnte, die kunstgeschichtlich den Jugendstil im Art déco weiterführte.